# Frances Kyle
Frances Christian Kyle (* 30. Oktober 1894 in Belfast, Irland; † 12. Februar 1958 Cambridge, England) war eine irische Rechtsanwältin. Sie war eine der ersten beiden Anwältinnen in Großbritannien und Irland.

## Leben und Werk
Kyle war das jüngere Kind von zwei Kindern des Geschäftsmannes Robert Alexander Kyle (1851–1931) und seine Frau Kathleen Frances, geb. Bates. Sie und ihre Schwester wurden zunächst zu Hause von einer in Frankreich geborenen Gouvernante unterrichtet. Sie besuchten dann die Ladies' & Preparatory School in Belfast und 1905 für ein Jahr ein Internat in Poitiers in Frankreich. 1906 wurden die Schwestern zum ersten Mal getrennt und Kyle besuchte eine weiterführende Schule in Bern, Schweiz. Beide Schwestern besuchten das Trinity College Dublin. Nachdem Kyle 1914 einen Bachelor-Abschluss und 1913 ihren ersten Abschluss in Französisch erhalten hatte, bestand sie 1915 eine Prüfung in Astronomie. Anschließend entschied sie sich für ein Rechts- und Politikwissenschaftsstudium und erlangte 1916 ihren LLB am Trinity College Dublin. Ihre Schwester war 1914 eine der ersten Juraabsolventinnen gewesen, hatte jedoch 1918 den Arzt John McCloy geheiratet und keine juristische Laufbahn eingeschlagen.
Mit dem Sex Disqualification (Removal) Act wurde der Anwaltsberuf ab Dezember 1919 für Frauen geöffnet, und im Januar 1920 verabschiedeten die Richter der King's Inns in Dublin einen Beschluss, der Frauen zu genau den gleichen Bedingungen wie Männern die Zulassung als Rechtsanwalt zuließ. Kyle und Averil Deverel schrieben sich 1920 als die ersten beiden Studentinnen in King's Inns ein. Kyle belegte bei den Prüfungen den ersten Platz und war die erste, die am 1. November 1921 in ihrer Berufung von zwanzig Personen zur irischen Anwaltskammer berufen wurde, wobei Averill Deverell den fünfzehnten Platz belegte. Dies bedeutete, dass Kyle die erste Frau war, die in Irland und in England als Anwalt zugelassen wurde. Der Ruf der ersten beiden Anwältinnen sorgte damals für Schlagzeilen, nicht nur in irischen Zeitungen, in denen sie als Irish Portias bezeichnet wurden, sondern auch in der The Times und der The New York Times.
Im Oktober 1921 war Kyle die erste Frau, die die Goldmedaille für das drei Jahre befristete John-Brookes-Stipendium erhielt. Im November 1921 war der neue Staat Nordirland mit einer eigenen Rechtsanwaltskammer und einem eigenen Gerichtssystem entstanden und Kyle wurde einige Wochen später als Rechtsanwältin in Nordirland berufen. Kyle wurde Abonnenint der neuen Anwaltsbibliothek in Belfast und trat dem neuen Kreis Nordirlands bei. Am 14. Juni 1922 wurde sie zum Mitglied des Kreises gewählt, als bekannt wurde, dass sie als Bewährungshelferin in zwei Schwurstädten erschienen war und in einer dritten entschuldigt worden war. Sie war auch bei dem Treffen im Januar 1926 anwesend, bei dem das Inn of Court of Northern Ireland gegründet wurde, und ihr Name blieb bis 1944 auf der Liste der Mitglieder des Kreises. Sie schien Schwierigkeiten gehabt zu haben, Arbeit zu finden, und ihr letzter Eintrag im Thoms Law Directory erfolgte 1931.
Während des Zweiten Weltkriegs unterstützt sie Militärangehörige, richtete Sprachkurse für das Ulster Troops Library Scheme ein und lernte selbst Tschechisch. Nachdem sie viele Jahre mit ihrer Schwester, ihrer Familie und ihrem verwitweten Vater im Haus der Familie in Belfast verbracht hatte, zog sie 1944 zu ihrer verwitweten Schwester nach London. Sie starb 1958 im Alter von 64 Jahren in The London Clinic an Krebs.